# 斑翼腔吻鱈
斑翼腔吻鱈，為輻鰭魚綱鱈形目鼠尾鱈科的其中一種，分布於中西大西洋西印度群島海域，深度300-500公尺，體長可達30公分，屬深海底棲性魚類，棲息在底層水域，生活習性不明。